# Feuerherz
Feuerherz is een Duitse boyband, die is opgericht in 2014 en bestaat uit Dominique Bircan Baltas, Martijn stoffers, Karsten Walter en Sebastian Wurth.
De band werd in de nazomer van 2014 opgericht en begon in samenwerking met Syndicate Music te werken aan hun eerste album. Ze debuteerde hun eerste single Verdammt guter Tag in het televisieprogramma Die Besten im Frühling, de single werd uitgebracht op 13 maart. Het gelijknamige debuutalbum volgde in juli 2015 en bereikte de negenendertigste plek in de Duitse album charts, het album bevat een mix van popmuziek en schlagermuziek.
In juni 2020 maakte de groep bekend dat ze uiteen zouden gaan. Hun laatste gemeenschappelijk optreden zou plaatsvinden 28 november tijdens het „Adventsfest der 100.000 Lichter“. 